# Casalotti di Boccea
Casalotti di Boccea è la zona urbanistica 18E del Municipio Roma XIII di Roma Capitale. Si estende sulla zona Z. XLVIII Casalotti.

## Geografia fisica

### Territorio
La zona confina:
- a nord con la zona urbanistica 19G Castelluccia
- a est con la zona urbanistica 18C Fogaccia
- a sud e ovest con la zona urbanistica 18F Boccea